# Niță Robu
Pugilist român, s-a născut la data de 26.09.1954 în localitatea Stupina, județul Vrancea, dar a copilărit în satul Olăneasca, comuna Salcia-Tudor, județul Brăila. A început boxul de la vârsta de 14 ani sub îndrumarea antrenorului Ion Zlotariu la C.S. M. Brăila, apoi a continuat la Box Club Brăila și la Dinamo Brăila. A fost medaliat cu argint și aur la juniori în campionatul intern, de 9 ori vice-campion la seniori, câștigător a trei centuri de aur, de 3 ori campion balcanic, câștigător al Turneului Lalelelor -Olanda, Bidgoșc-Polonia, Turneului T.S.K. Sofia-Bulgaria, locul 2 Gordova Gardin din Cuba. În prezent este antrenor și președinte la Clubul A.S. Vispo-Brăila.